# 張登雲
張登雲（1542年—？），字攀龍，號浩宇，山東兗州府寧陽縣人，軍籍，明朝政治人物。

## 生平
隆庆四年（1570年）庚午科山東鄉試第六十一名舉人。隆慶五年（1571年）中式辛未科會試第二百三十九名，二甲第五十七名進士。工部觀政，授工部主事，萬曆五年（1577年）歷升员外郎、郎中，出为凤阳府知府，万历十年（1582年）三月升陕西按察司副使，十一年四月復除陕西副使，十二年丁憂。十三年降辽东右参议。
萬曆二十五年三月降补河南右参议、分守辽海，二十七年九月以東征朝鲜功，加河南右参政銜，兼按察司佥事，二十九年正月以科道纠拾，降用。

## 家族
曾祖張恕；祖父張膝；父張朴，縣主簿。母馬氏；前母寗氏。具庆下。弟凌雲、步雲。